# Cianamidă de calciu
Cianamida de calciu este un compus anorganic cu formula chimică CaCN2. Este o sare a calciului cu anionul cianamidă (CN2−
2). Este utilizată ca îngrășământ, pentru a sintetiza tioureea și este întâlnită și sub denumirea de nitrolime, nitrocalcar sau cianamidă de calcar. A fost sintetizată pentru prima dată în anul 1898 de către Adolph Frank și Nikodem Caro (proces Frank-Caro). Se obține industrial din carbură de calciu și azot, la temperaturi mari. Reacționează la cald cu apa, eliberând amoniac și producând carbonat de calciu. 